# Réquisition
Réquisition peut signifier : 

## Droit français
En droit français, une réquisition est, principalement un « ordre que donne l’autorité publique de mettre à sa disposition des personnes ou des choses ». En procédure, une réquisition est une « demande en justice ». 

## Droit québécois
En droit des sûretés québécois, une réquisition d'inscription est le moyen par lequel s'effectuent les inscriptions au Registre  foncier et au Registre des droits personnels et réels mobiliers. C'est par la réquisition d'inscription qu'un créancier peut inscrire son droit dans un registre public afin d'assurer la publicité des droits, et faire en sorte que son droit soit opposable aux tiers de bonne foi.

## Commerce
Au Québec, on appelle parfois « réquisition » une commande de fournitures faite à un pourvoyeur et le formulaire sur lequel est dressée cette commande, sous l'influence des formes de l'anglais requisition et requisition form.